# Щ
Щ, щ は、キリル文字のひとつ。音価は言語によって異なる。

## 名称
- ロシア語: ща（以前はシチャー、現代の標準的な発音であるモスクワ発音ではシャー）
- ウクライナ語: ща（シチャー/シャー）
- ブルガリア語: ща（シター）
- キルギス語: シチャー/シャー

発音についての詳細は#音声参照。

## 音声
- ロシア語では古くは /ɕtɕ/（サンクトペテルブルク風発音とされる）、現代では /ɕ/（モスクワ風発音とされ現代の標準的な発音。シ・シではなく長く鋭いシの発音）。
- ウクライナ語では /ʃtʃ/（ш＋ч に相当）。
- ブルガリア語では /ʃt/（ш＋т に相当）を表す。

## アルファベット上の位置
ロシア語の第27字母、ウクライナ語の第30字母、ブルガリア語の第26字母である。

## 日本語への転写
ボルシチ (борщ)、フルシチョフ (Хрущёв) などは、ロシア語の上記古い発音（サンクトペテルブルク発音）による音写とされる。このように、日本語では通常古い発音に沿った表記が用いられ「シシ」で表記されることはほとんどない。
ロシア語の転写としては「シチ」で表記するのが主流で、例外は少ない。近年になって「シシ」や「シ」での表記例が数例確認されているだけである。これらの例も、誤解や一個人の方針で決定されている場合が多く、今後主流になるという兆しはない。
ウクライナ語、ブルガリア語の呼称としてしばしば「シチャー」「シター」と書かれる。

## Щに関わる諸事項
- ベラルーシ語では用いられない。
- ロシア語はあまり方言差がないことで知られるが、その中では方言差が顕著に現れる文字である。ウクライナ訛りのロシア語、ベラルーシ訛りのロシア語では「シュチャー」で発音されることが少なくない。
- ウクライナ語では、方言差によって /ʃʲʃʲ/（ロシア語のモスクワ発音と同じ）や /ʃʃ/（ш＋ш に相当）と発音されることもある。
- ロシア語では、сч でも同じ発音を表すことになる（例:счастливый の発音は щастливый に等しい）。
- ウクライナ語ではロシア語で сч で表される部分を щ で表す場合が多い（例:ロシア語の счастливый に相当するウクライナ語の単語は щасливий である）。

## 符号位置
| 大文字 | Unicode | JIS X 0213 | 文字参照        | 小文字 | Unicode | JIS X 0213 | 文字参照        | 備考 |
| ------ | ------- | ---------- | --------------- | ------ | ------- | ---------- | --------------- | ---- |
| Щ      | U+0429  | 1-7-27     | &#x429; &#1065; | щ      | U+0449  | 1-7-75     | &#x449; &#1097; |      |